# Arceuthobium vaginatum
Arceuthobium vaginatum är en sandelträdsväxtart som först beskrevs av Carl Ludwig von Willdenow, och fick sitt nu gällande namn av Jan Svatopluk Presl. Arceuthobium vaginatum ingår i släktet Arceuthobium och familjen sandelträdsväxter.

## Underarter
Arten delas in i följande underarter:
- A. v. cryptopodum
- A. v. durangense